# Madara Uchiha
Madara Uchiha ((japansk)うちはマダラ, Uchiha Madara) er en af hovedfigurerne i manga- og anime-serien Naruto. Han er medstifter af Konohagakure og Akatsuki og var engang leder af Uchiha-klanen. Da han først bliver introduceret var det som Tobi ((japansk): トビ), Deidaras makker i Akatsuki.

## Baggrund
Cirka otte år før den Fjerde Store Shinobi Verdenskrig, voksede Madara op i konstant konkurrence med sin yngre bror, Izuna Uchiha, og var begge kendte for deres store talent i deres klan. Konkurrence ledte til, at de begge fik Mangekyo Sharingan og de, med denne evne, var i stand til at overtage kontrollen af Uchiha-klanen, som Madara ledte. Selv efter klanens standard, var Madaras chakra utrolig stærk. I en alder med krig, var han altid i krig og han søgte kun mere magt. Med hans lederskab, overvandt klanen alle de udfordringer de stod overfor. Men som tiden gik, begyndte han at miste sit syn på grund af sin Mangekyo Sharingan. For at få sit syn igen tog han sin brors øjne (som han sagde Izuna havde godkendt) og fik sin Eternal Mangekyo Sharingan, der gjorde ham i stand til at lede Uchiha klanen til nye højder.
I de følgende år var Uchiha-klanen i konstant krig med den ligeledes stærke Senju-klan. For at bringe en ende på den konstante krig, opfordrede lederen af Senju-klanen, Hashirama Senju, en fredsaftale. Selvom Madara aldrig ville have fred med Senju-klanen, var resten af Uchiha'erne trætte af den evige krig og Madara havde intet valg, end at følge trop. Så Senju'erne, Uchiha'erne og alle de klaner de havde erobret sluttede sig sammen til byen Konohagakure. Mod Madaras ønske, valgte byen Hashirama som byens første Hokage. Madara frygtede at Hashirama ville undertrykke Uchiha-klanen og forsøgte at få opbakning til at vælte styret. Men i stedet for opbakning, vente hans klan ham ryggen, da de mente hans eneste grund var sit begær efter mere magt.
Madara forlod derfor sin klan og byen, for senere at vende tilbage og udfordre Hashirama i kamp. De kæmpede på det sted, der senere ville blive kaldte for Valley of the End, hvor, selvom Madara hidkaldte den Nihalede dæmon ræv, blev besejret af Hashirama, og man troede derefter han var død. Han har tilsyneladende også, ifølge den Fjerde Raikage, kæmpet mod den Tredje Tsuchikage på et tidspunkt, men resultatet var udeladt.
Tolv år før serien startede, angreb den Ni-halede ræv Konoha. Selvom Madara nægter at have noget at gøre med det, fortalte både Itachi Uchiha og Minato Namikaze, at ræven var under Madaras kontrol på det tidspunkt. Nogle få år senere indfiltrerede Madara Konoha og forsøgte at genskabe den gamle ild mellem de to klaner. Han blev først fundet af Itachi, som overbeviste ham om, at skåne byen og til gengæld udslette Uchiha-klanen for at svigte ham få år tilbage. Madara accepterede, trænede Itachi og gav ham assistance. Itachi stolede aldrig på Madara og holdt derfor et vågent øje med ham, resten af sit liv. Madara mødtes også med Danzō Shimura omkring tiden ved massakren, om hvad er ukendt, men de sås ikke igen indtil Danzō flygtede fra De fem Kage's Møde.

## Tobi
For at holde sig i Akatsukis skygge, forklædte Madara sig som Tobi og gav hemmeligt ordre til Pain. Han bærer en orange, roterende-mønstret maske, der kun har et enkelt hul til det højre øje. Da han trænede Itachi bar han en maske med et andet mønster, med sorte flamme-mønstre på og han havde længere hår end nu. Hans hår er blevet klippet kortere, end det var ved Konohas stiftelse, og han bærer en uniform med flere bolte og pinde, som normalt er skjult under hans Akatsuki kappe
Mens han spiller karakteren Tobi, er han totalt ubekymret og fjollet om alt omkring sig, hvilket irriterer de fleste medlemmer. Deidara, som mener Akatsuki skal være seriøst og roligt er ikke tilfreds med Tobis barnlige opførelse og angriber tit og ofte Tobi på forskellige komiske måde, når han bliver for træt af ham. Tilsyneladende var Madara meget optaget af, at holde sin identitet hemmelig, da han beholder sin fjollede facade – også når der ikke er nogen omkring ham (i hvert fald i filler-episoderne). Kisame og Zetsu ser dog Tobi som en frisk vindpust til organisationen, til deres noget kedelige liv er. Men da hans identitet afsløres af alle (tilbageværende) i Akatsuki, smider "Tobi" sin fjollede natur og tager sig Madara's personlighed.

## Personlighed
Sammenlignet med hans "Tobi" personlighed, er Madaras virkelige jeg meget roligere og langt mere seriøst, men han kan dog ikke helt slippe de fjollede tendenser og han respekterer stadig ikke andre mennesker. Selv om han ikke har vist nogle store evner i kamp endnu og har overladt dem til andre, er han ekstremt arrogant – tilsviner selv de stærkeste ninjaere og behandler sin Akatsuki medlemmer som redskaber. Men selv om han taler nedladende til Pain, anerkender han dog stadig Pain's som den stærkeste i Akatsuki, da han har Rinnegan øjnene. Der er kun en lille håndfuld som han ser op til, hvor den ene af dem er sin tidligere ærkerival, Hashirama Senju.
Madara har udvist store evner i, at manipulere med andre, for at de arbejder for ham. Minato mente, at han brugte Nagatos ideologier mod Nagato for at kontrollere ham. Han har ligeledes gjort sig gode venner med Sasuke for, at få ham til at slutte sig til Akatsuki ved at fortælle ham om Itachis, selvom han mest af alt er interesseret i Sasukes evner. Madara har et lidt forskruet udtryk, da han undgår at tage ansvar ved at hævde, at folk frivilligt meldte sig, selvom de egentlig var tvunget eller manipuleret af ham.
Madara har gjort sine mål på, at få Sasuke til at tjene for Akatsukis mål. Derfor var han også særdeles tilfreds, da Itachi døde, da ingen derfor ville være i stand til at fortælle Sasuke sandheden om Uchiha-klan massakren. Madara udviste dog også skuffelse, da Sasuke fejlede i at fange den rigtige Killer Bee og han var urolig over, at Sasuke måske ikke ville være så nem at styre. Men hver gang Sasuke tager endnu et skridt imod hans mørke had, udviser Madara lettelse – tydeligst set, da Sasuke udvikler Susanoo og da han ofre Karin for at spyde Danzōs hjerte.
Madara har et ekstremt had imod Senju-klanen og det Senju-ledet Konohagakure, da han selv er efterkommer af den Ældre bror, som ikke skulle tage Kongen af de 6 veje's arv. Dette had blev kun gjort større, da Hashirama blev valgt som Hokage, i stedet for ham selv. Madara beundre Hashirama mest for hans styrke, men han hadede ham stadig. Dette had ledte Madara til at leve et liv, dedikeret for hævn. Madara mener, at alle Uchiha'ers skæbne er, at hævne sig på Senju'erne og Konohagakure, og at Naruto, der er inkarneret i Senju'ernes ild vilje er skæbnebestemt til at kæmpe mod Sasuke, som er opslugt af Uchiha hadet – selv hvis Madara selv skal tvinge ham til det.
Måske på grund af Madaras gamle alder, nyder han at sidde og snakke om tingene – specielt at fortælle historier, som da han fortalte om Itachis liv til Sasuke og sin Moon's Eye plan til kagerne.

## Evner
De fleste af Madaras teknikker er stadig ukendte. Han har den stærkeste chakra af alle Uchiha'er der har levet, og er af mange anset som en af de mest talentfulde ninjaer i historien. Selv Minato Namikaze beskrev ham som "en meget stærk ninja". Han er også blevet beskrevet som værende blevet født med en særdeles chakra, som han selv begrunder med sin "idiotiske nægtelse af at dø". Selv den Ni-halede nævnte at Madaras chakra er mere frygtindgydende end dens egen. En af de evner, som Madara rent faktisk har udvist, er sin hurtighed, hvilket Kisame kommenterede med "han er en god løber". Madara har tilsyneladende også en stor styrke, da han var i stand til at stoppe el slag fra Suigetsus gigantiske sværd med sin ene arm og han kunne ødelægge sin egen arm, der var blevet inficeret med sin anden hånd. Den Tredje Tsuchikage udtrykte sig også forundret over for, at Madara gemmer sig i skyggerne, med hans styrke og evner taget i betragtning. Madara har også udvist stor forståelse for intelligens for ninja-verden; bare ved at analysere sin modstanders brug af jutsu'er én gang, kunne han identificere vedkommende og forstå hvordan der jutsu virker. Han er også i stand til at lave modangreb mod Fū og Torunes aflednings plan og vendte den mod dem selv. Madara har også nok kendskab til den menneskelig krop til at transplantere et øje fra en person til en anden. Det blev også noteret af Fū, at Madara har evnen til at skjule sin chakra fra alt. Både Karin og Shino noterede sig det samme, at Madaras chakra ville helt forsvinde og komme igen, afhængig af om han teleporterede sig væk eller til et sted. Madara selv siger, at han er i stand til, at lokalisere Taka da de rejste mod Konoha – om dette betyder, at Madara kan teleportere sig til enhver han ønsker at finde, eller om det er en relateret sporings-jutsu er endnu ikke vidst.
Han bar en gigantisk Kusarigama da han kæmpede på tidspunktet ved Konoha's tilblivelse, hvilket machter med klanens navn (Uchiha betyder "papir fane"). Han var også i stand til at hidkalde den Ni-halede, men om det var med en hidkaldelses teknik, eller om ledte den dertil er uklart.
Men trods alle sine superevner han har udvist indtil nu, har både Itachi og Madara selv sagt, at hans ar efter kampen med Hashirama Senju er så store, at han kun er en tom skal af sine gamle kræfter.

### Teleportering
Madara har vist evnen til komplet at undgå skade fra de fleste angreb. Efter at være blevet skåret midt over at Sasukes sværd, kollapsede han med stod få sekunder senere på fødderne igen og beklagede sig over Sasukes hurtighed. Det samme skete, da Naruto ramte ham i ryggen med sin Rasengan hvor angrebet bogstavelig talt gik lige igennem ham uden han tog skade. Hans evne bliver bekræftet, da Sasuke forsøger en Chidori på ham, der, som forventet, passerer lige igennem Madara som tidligere angreb. Selvom han kan bruge teleportation til at flytte dele af sin krop til en anden dimension, er han stadig modtagelig for en modangreb, hvilket Fū bed sig mærke i. Igennem hele serien er han kun (efter sin kamp mod Hashirama Senju) blevet skadet én gang: i sin kamp mod Danzōs håndlangere. Før han "absorberede" Torune, rørte Torune Madaras højre arm og inficerede den med nano-insekter og han var derfor tvunget til at fjerne den.
Madara er også i stand til at rejse langt på relativt kort tid, som da han undslipper Deidaras eksplosion og popper op i Amegakure kort efter. Kakashi spekulerede over, om han bruger en ninjutsu til, at sende sig selv, eller blot dele af sig selv til andre steder og bringe dem tilbage igen. Madara er også i stand til at finde den eksakte placering for en person og teleportere sig dertil, som han selv forklarer er en del af sine kræfter. Han kan også teleportere andre til en separat dimension eller område og holde dem der. Han brugte denne evne i sin kamp mod Torune og Fū til at få dem til at forsvinde, og fik Sasuke til at dukke op og kæmpe mod Danzō. Hans højre øje er tilsyneladende det, der skyldes denne evne.

### Sharingan
Madara mestrede sin Sharingan i en ung alder og blev lovprist for det. Selv efter han blev arret af Hashirama Senju og tabt en stor del af sin styrke, kan hans Sharingan stadig se chakra's farve, som da han så Torune giftige nano-insekter sprede sig i Fū's krop. Madara har kun vist sit højre Sharingan øje på grund af sin maske.

#### Mangekyo Sharingan
Lige før sin kamp mod Itachi, blev det afsløret for Sasuke, at Madara og hans yngre bror, Izuna Uchiha, var de første medlemmer af Uchiha-klanen til at aktivere Mangekyo Sharingan og de brugte deres nye kræfter til at overtage klanen. Efter Madara blev blind af sit brug af sin Mangekyo Sharingan, implementerede han sin brors øjne i sin egen krop. Madara vækkede derefter en ny "Eternal" (evig) Mangekyo Sharingan, hvilket gjorde ham til den første karakter i serien der havde denne – en kombination af sin egen og Izuna's Mangekyo Sharingan. Med den skulle Madara aldrig frygte at miste sit syn igen. Madaras viden og kendskab til Mangekyo Sharingan gav ham styrke nok til at tvinge sin magt igennem den Ni-halede og sin Eternal Mangekyo Sharingan gjorde ham i stand til at kæmpe på lige fod med Hashirama. Itachi fortalte også i sin kamp mod Sasuke, at Madaras Dojutsu (øjeteknik) er intakt, hvilket antyder, at han stadig kan bruge sin Eternal Mangekyo Sharingan. Selvom han har evnen, er han endnu ikke set bruge evnen.

## Trivia
Der er mellem fans blevet gisnet meget om, hvem Madara / Tobi er / var og hvordan han ser ud. Et par af teorierne omhandler Obito Uchiha.